# Eustachy Benedykt Koziełł-Poklewski
Eustachy Benedykt Koziełł-Poklewski, (biał. Яўстах-Бенядыкт Козел-Паклеўскі, Jaŭstach-Bieniadykt Kozieł-Pakleŭski, lit. Eustachijus Koziela-Poklevskis; ur. 20 września 1842 w Kniahininie, zm.?) – powstaniec styczniowy, fotograf.

## Życiorys
Pochodził ze szlacheckiego rodu Koziełł-Poklewskich własnego herbu Kozieł. Ojciec Kajetan był sędzią, dziedek Józef Kalasanty Koziełł-Poklewski był właścicielem majątku Serwecz Wielki, matka Wiktoryna pochodziła z Lichodziejewskich herbu Jastrzębiec. Eustachy Benedykt Koziełł-Poklewski urodził się 20 września 1842 w dworku Kniahinin, był ochrzczony 27 września 1842 r. w Kościele rzymskokatolickim pw. św. Andrzeja Apostoła w Krywiczach.
W 1854 r. Eustachy Koziełł-Poklewski rozpoczął naukę w gimnazjum mińskim, który ukończył w 1859 r., po tym uczył się w szkole rolniczej w Hory-Horkach, gdzie w 1863 r. dołączył się do oddziału Ludwika Zwierzdowskiego. 6 maja 1863 r. uczestniczył w bitwie pod tą miejscowością. 11 maja 1863 roku pod Liciągami oddział dowodzony przez Topora został zaatakowany przez wojsko rosyjskie. Powstańcy zdołali wycofać się, ponosząc jedynie niewielkie straty, ale Zwierzdowski rozpuścił oddział. Eustachy Koziełł-Poklewski jednak został aresztowany i postawiony przed Komisją Śledczą, sąd skazał go na 12 lat katorgi. Wiosną 1864 r. w Moskwie zdołał uciec razem z Karolem Malickim. Wyemigrował do Francji, gdzie zajmował się fotografią, miał swoje studio fotograficzne na Polach Elizejskich. W latach 1864–1869 studiował w Wyższej Szkole Handlowej w Paryżu.